# Любовь-капкан
«Любовь-капкан» — двадцать второй студийный альбом Валерия Леонтьева, выпущенный 25 марта 2014 года.

## Информация об альбоме
Альбом состоит из 6 новых песен и 5 ремейков старых известных песен: «Продавец цветов», «Виновник», «Кабаре»,, «Сокровища Чёрного моря» и «Дело вкуса».

## Список композиций
| №   | Название                        | Текст песни  | Музыка                | Длительность |
| --- | ------------------------------- | ------------ | --------------------- | ------------ |
| 1.  | «Принцесса на горошине»         | Л. Архипенко | В. Волкомор           | 3:14         |
| 2.  | «Змея»                          | К. Кавалерян | Г. Привалов           | 3:47         |
| 3.  | «Любовь-капкан»                 | Н. Касимцева | Г. Титов              | 3:39         |
| 4.  | «Уполномочена небом»            | Д. Гольдэ    | П. Семенцов           | 3:53         |
| 5.  | «Снайпер-любовь»                | К. Кавалерян | Г. Привалов           | 3:37         |
| 6.  | «Виновник»                      | А. Ахматова  | В. Евзеров            | 3:41         |
| 7.  | «Кабаре» (2014)                 | Н. Денисов   | Р. Паулс              | 3:22         |
| 8.  | «Продавец цветов»               | С. Осиашвили | В. Леонтьев, Ю. Варум | 3:16         |
| 9.  | «Эммануэль» (2014)              | П. Кузнецов  | В. Евзеров            | 4:24         |
| 10. | «Сокровища Чёрного моря» (2014) | К. Арсенев   | И. Крутой             | 3:59         |
| 11. | «Дело вкуса» (2014)             | О. Газманов  | О. Газманов           | 4:41         |